# Hakim Zaripov
Hakim Karimovitch Zaripov, né le 17 septembre 1924 à Tachkent et mort dans la même ville le 18 janvier 2023, est un artiste soviétique, principalement connu comme acteur de cirque et dresseur de chevaux. En 1980, il est récompensé du titre d'Artiste du peuple de I'URSS. Jusqu'à sa mort, il est l'Artiste du peuple le plus âgé encore en vie.

## Biographie
Hakim Zaripov est né le 17 septembre 1924 à Tachkent ; il est le fils de Karim Zaripov, un artiste de cirque,. En 1938, sous la direction de son père, il commence ses activités circassiennes en tant qu'équilibriste au sein de l'ensemble « Les funambules de l'Ouzbékistan »,. Il dirige cet ensemble de 1952 à 2006,. Avec cette troupe, il effectue des tournées dans différentes villes et pays étrangers, dont la Bulgarie, la Pologne, la Tchécoslovaquie, l'Allemagne, la Roumanie, la Mongolie, la Hongrie et la Finlande, dans le cadre de voyages officiels,.
Il termine ses études à l'École de musique de Tachkent, qui porte alors le nom de Glier (plus tard le Lycée académique de musique spécial de la République, également nommé d'après Glier), puis au Conservatoire de Tachkent (aujourd'hui le Conservatoire d'État de l'Ouzbékistan). Il est activement impliqué dans les activités des groupes et des programmes de cirque, et occupe le poste de directeur artistique de différents cirques. De plus, il est reconnu en tant qu'auteur de nouveaux projets de construction de cirques. En 1952, il devient rédacteur en chef du journal Ouzbékistan Zhigitlari. Il forme de nombreux artistes de cirque, réorganise le groupe « Les funambules de l'Ouzbékistan » et enseigne à ses étudiants l'art de la marche sur le fil et les secrets du cirque. Tout au long de cette période, il partage son savoir avec de nombreux artistes de cirque et agit en tant que mentor.
Zaripov meurt le 18 janvier 2023, à l'âge de 99 ans.

## Récompenses
- 1954 : Artiste émérite de la RSS d'Ouzbékistan (en ouzbek : O'zbekiston SSRda xizmat ko'rsatgan artist)
- 1964 : Artiste du peuple de la RSS d'Ouzbékistan (en ouzbek : Oʻzbekiston SSR xalq artisti)
- 1980 : Artiste du peuple de l'URSS (en ouzbek : SSR xalq artisti)[10]

## Travail d'acteur
- 1955-yil - Nesterka - épizode[11]
- 1956-yil - Dohunda - épizode[11]
- 1957-yil - «Choʻldagi voqea» (Un incident dans le désert)
- 1961-yil — «Muhabbat haqida qissa» - épisode (Une histoire d'amour)
- 1967-yil — «Sovet sirki amerikalik Diana Shoor bilan» (Cirque soviétique avec l'Américaine Diana Shoor)
- 1978-yil — «Jigits Zaripovlar»
- 1979-yil — «Havo piyodalari» (Infanterie aérienne)[12] «Tirik Afsona va Nurota qadamjolari» (Film documentaire) (Légende vivante et étapes de Nurota)[13].